# Helen Frankenthaler
Helen Frankenthaler (New York, 12 december 1928 – Darien (Connecticut), 27 december 2011) was een Amerikaanse schilder. Ze was een belangrijke vertegenwoordigster van het abstract expressionisme en Colorfield Painting.

## Leven en werk
Frankenthaler werd geboren in New York en bezocht daar de Dalton School, waar zij schilderles kreeg van de Mexicaanse schilder Rufino Tamayo, die haar liet kennismaken met het kubisme. Van 1946 tot 1949 studeerde zij aan het Bennington College in Bennington (Vermont). Na haar studie vestigde zij zich in New York, waar zij ook haar atelier had. In 1950 organiseerde zij een tentoonstelling van het werk van afgestudeerden van het Bennington College in de Jacques Seligmann Gallery in New York. Zij trof de kunstcriticus Clement Greenberg, met wie zij tot 1955 een verhouding had en die zij op diens reizen begeleidde. Op Greenbergs verzoek studeerde zij bij de invloedrijke schilder Hans Hofmann in Provincetown (Massachusetts). Via Greenberg ontmoette zij de kunstenaars Willem en Elaine de Kooning, Friedel Dzubas (met wie ze gedurende 1952 haar atelier deelde en een vriend van Greenberg), Adolph Gottlieb, Franz Kline, Lee Krasner, Barnett Newman, Jackson Pollock en David Smith.

Frankenthaler maakte deel uit van de avant-gardistische groepering van het abstract expressionisme en werd een belangrijke vertegenwoordiger van de lyrische abstractie en Colorfield Painting.
In 1950 zag zij Pollocks werken Autumn Rhythm, Number 30, 1950 (1950) en Number One,1950 (Lavender Mist) (1950) tijdens een presentatie in Betty Parson's Gallery. Het opende haar de ogen voor de door Pollock gebruikte technieken en zij wist, dat zij zo wilde schilderen. In 1952 kreeg haar carrière een vliegende start met het werk Mountains and Sea (olieverf op doek), dat eruitziet als een aquarel. Frankenthaler nam in 1959 deel aan de Biënnale van Parijs en documenta II in de Duitse stad Kassel. In 1960 organiseerde het Jewish Museum in een New York een tentoonstelling van haar werk.
In 1964 was Greenberg de curator van de expositie Post-Painterly Abstraction in het Los Angeles County Museum of Art en Helen Frankenthaler was een van de uitgenodigde kunstenaars, die behoorden tot de nieuwe generatie abstracte schilders die zich losmaakten van het abstract expressionisme. De kunststromingen werden bekend als Colorfield Painting, minimalisme, lyrische abstractie en hard edge met onder anderen Mark Rothko, Clyfford Still, Kenneth Noland, Barnett Newman, Sam Francis, Ellsworth Kelly, Robert Motherwell, Ad Reinhardt en Frank Stella.
In 1966 behoorde Frankenthaler tot de vier uitgenodigde schilders voor het Amerikaanse paviljoen tijdens de Biënnale van Venetië. Het Whitney Museum of American Art stelde haar werk tentoon in 1969, gevolgd door het Guggenheim Museum (New York) en in 1989 kreeg zij een overzichtstentoonstelling in het Museum of Modern Art.
Van 1958 tot 1971 was Frankenthaler de derde echtgenote van Robert Motherwell. Ze woonde en werkte in Darien (Connecticut), waar ze vanaf 1970 een studio had. Frankenthaler kreeg in 2001 de hoogste onderscheiding voor kunstenaars in de Verenigde Staten, de National Medal of Arts.

## Enkele werken
- Mountains and Sea (1952), National Gallery of Art in Washington D.C.
- Jacob's Ladder (1957),[5] Museum of Modern Art in New York
- The Approach (1962), part. collectie
- The Last Swan Lake (1962)
- Quarter To Six (1963)
- Nature Abhors a Vacuum (1973),[6] National Gallery of Art in Washington
- Robinson's Wrap (1974)
- Lush Spring (1975), Phoenix Art Museum